# 完顏宗幹
完顏宗幹（1080年代？—1141年6月17日），女真名斡本，是金太祖完顏阿骨打的庶长子，母裴满氏。金熙宗完顏亶的養父，海陵王完顏亮的生父。天眷二年（1139年），封梁宋国王。

## 生平
上京會寧府（今黑龍江省哈爾濱市阿城區）生。生年没有记载，仅知异母弟完顏宗堯生于1096年，其生年当在之前。叔叔金太宗即位，完顏宗幹为国论勃极烈，与完顏斜也共同辅政。天会十年（1132年），养子完顏亶为谙班勃极烈，完顏宗幹为国论左勃极烈。完顏亶即位，即金熙宗。完顏宗幹为太傅，与完顏宗翰等并领三省事。天眷二年（1139年），进太师，封梁宋国王，入朝不拜，策杖上殿，仍以杖赐之。完顏宗幹有足疾，金熙宗下诏设坐奏事。皇统元年（1141年），赐完顏宗幹辇舆上殿，制诏不名。
皇統元年五月己酉（1141年6月17日），完顏宗幹逝世。宗幹死后第二天，金熙宗親臨，由於这天是庚戌日，因此日官奏：「戌、亥不宜哭泣。」金熙宗曰：「君臣之義，骨肉之親，豈可避之。」遂哭之慟，命輟朝七日。
其子完顏亮即位後，于天德元年十二月乙亥日（阳历1150年1月27日）为宗幹追上諡號為憲古弘道文昭武烈章孝睿明皇帝，廟號為德宗。在完顏亮被杀后第二年，即金世宗大定二年（1162年），除去其廟號，改諡號為明肅皇帝。金世宗大定二十二年（1182年），由於其子完顏亮在两年前被追廢為庶人，就连諡號也削去，因此亦將其改封為皇伯、太師、遼王，諡忠烈，妻子諸孫皆從降。金章宗明昌四年（1193年），配享太廟。

## 家族

### 妻妾
- 妻 
  - 哀皇后徒單氏
- 妾 
  - 李氏 子完颜充
  - 大氏、追封慈憲皇后、 子女四人[2]，完颜亮、完顏襄、平阳长公主，一子（或女）姓名不详.
  - 顺妃 李氏，海陵王死后，与皇太后大氏、萧宁妃、徒单文妃一并追降为辽王夫人[3]。李顺妃与李氏是否为同一人，无考
  - 宁妃 萧氏，同上
  - 文妃 徒单氏，同上

### 子女
- 儿子，《金史》[4]记五子。另，大氏生四个子女，一子（或女）失载，原因不详。
  - 完顏充，母李氏，长子
  - 完顏亮，母大氏
  - 完顏兗，母不详
  - 完顏襄，母大氏，完顏亮同母弟
  - 完顏袞，母不详，有同母妹嘉祥县主

- 女儿，有史可查者五人。
  - 遼國長公主完顏迪缽，完顏亮姐，嫁蒲察阿虎迭
  - 鄧國長公主完顏崔哥，完顏亮妹，嫁蒲察阿虎迭爲繼室
  - 慶宜公主，完顏亮姐，嫁蒲察阿虎迭（阿胡迭），子蒲察鼎壽，女蒲察叉察（爲舅舅完顏亮妾室）
  - 平阳长公主，母大氏。完颜亮同母妹，嫁徒单贞，数次改封，最终封梁国公主
  - 嘉祥县主，下嫁徒单克宁，同母兄完颜衮[5]

## 延伸阅读
[在维基数据编辑]
 《金史·卷76》，出自脱脱《遼史》